# Buccino
Buccino – miejscowość i gmina we Włoszech, w regionie Kampania, w prowincji Salerno.
Według danych na rok 2019  gminę zamieszkiwało 4792  osób, 72 os./km².

## Współpraca
- Korynt, Grecja
- Hofheim am Taunus, Niemcy